# Kanton Carbonne
Carbonne is een voormalig kanton van het Franse departement Haute-Garonne. Het kanton maakte deel uit van het arrondissement Muret. Het werd opgeheven bij decreet van 13 februari 2014 met uitwerking op 22   maart 2015. Alle gemeenten werden toegevoegd aan het kanton Auterive.

## Gemeenten
Het kanton Carbonne omvatte de volgende gemeenten:
- Bois-de-la-Pierre
- Capens
- Carbonne (hoofdplaats)
- Longages
- Marquefave
- Mauzac
- Montaut
- Montgazin
- Noé
- Peyssies
- Saint-Sulpice-sur-Lèze